# Parasarus atacamensis
Parasarus atacamensis är en biart som beskrevs av Ruz 1993. Parasarus atacamensis ingår i släktet Parasarus och familjen grävbin. Inga underarter finns listade i Catalogue of Life.